# رجل الطير القزمي
رجل الطير القزمي أو رجل العصفور (الاسم العلمي:Ornithopus perpusillus) هو نوع من النباتات يتبع جنس رجل الطير من الفصيلة البقولية.